# Agneta Ekmanner
Agneta Stensdotter Ekmanner Cornell, född 4 december 1938 i Sankt Görans församling, Stockholm, är en svensk skådespelare som under en kort period också arbetade som fotomodell.

## Biografi
Ekmanner är dotter till tandläkaren Sten Ekmanner (1910–1990) och Birgit Essén (1913–2008) samt dotterdotter till Rütger Essén. Hon studerade statsvetenskap och historia vid Lunds universitet, men tog aldrig någon examen. Vid sidan av sina studier var hon engagerad i Lunds Studentteater 1963–1964. Perioden 1965–1968 studerade hon vid Scenskolan i Malmö, där hon gick i samma klass som bland andra Claire Wikholm och Thomas Hellberg. Därefter knöts hon till Stockholms Stadsteater, där hon blev kvar fram till 2007. Hon var verksam vid Dramaten åren 1989-2006.
Agneta Ekmanner gifte sig 1965 med regissören Jonas Cornell (1938–2022). Så tidigt som 1967 visade hon sig naken i filmen Puss & kram regisserad av maken. Motspelare var bland andra Sven-Bertil Taube och Håkan Serner. År 1968 deltog Ekmanner i kårhusockupationen i Stockholm. Sitt politiska intresse fick hon även utlopp för som programledare för debattprogramen Eftersnack (1970), Sånt är livet (1977) och Nattugglan (1978).
År 2006 var hon sommarpratare i Sveriges Radio P1.

## Filmografi
- 1965 – Kärlek 65
- 1965 – Hej
- 1966 – Syskonbädd 1782
- 1967 – Puss & kram
- 1968 – Jag älskar, du älskar
- 1968 – Korridoren
- 1968 – Beslut i morgondagen (TV-film)
- 1969 – Som natt och dag
- 1969 – Duett för kannibaler
- 1970 – På sju minuter
- 1971 – Kære Irene
- 1973 – Privatlivets fred (TV-film)
- 1974 – Bakom masker (TV-film)
- 1974 – Döden som läromästare (TV-film)
- 1975 – Per
- 1975 – Garaget
- 1977 – Paradistorg
- 1977 – Måndagarna med Fanny
- 1977 – Bluff Stop
- 1979 – Min älskade
- 1980 – Den enes död...
- 1982 – Det parallelle lig
- 1982 – Dubbelsvindlarna (TV-serie)
- 1984 – Rosmersholm (TV-film)
- 1984 – Dirty Story
- 1986 – Bröderna Mozart
- 1986 – Den frusna leoparden
- 1986 – Gösta Berlings saga (TV-serie)
- 1986 – Femte generationen (TV-serie)
- 1987 – Don Juan (TV-film)
- 1987 – Träff i helfigur (TV-serie)
- 1988 – Livsfarlig film
- 1988 – Månguden (TV-film)
- 1989 – Gengångare (TV-film)
- 1990 – Den svarta cirkeln (TV-serie)
- 1990 – Honungsvargar
- 1991 – Riktiga män bär alltid slips
- 1992 – Markisinnan de Sade (TV-film)
- 1992 – Svart Lucia
- 1993 – Brandbilen som försvann
- 1993 – Polis polis potatismos
- 1993 – Roseanna
- 1993 – Den ena kärleken och den andra (TV-serie)
- 1994 – Polismördaren
- 1997 – Larmar och gör sig till (TV-film)
- 1998 – Längtans blåa blomma (TV-serie)
- 1999 – Den bedste af alle verdener
- 1999 – Den goda fröken och Huset
- 2000 – Järngänget
- 2000 – Skärgårdsdoktorn (TV-serie)
- 2002 – Taurus (TV-serie)
- 2002 – Olivia Twist (TV-serie)
- 2002 – Mrs Klein (TV-film)
- 2002 – Stora teatern (TV-serie)
- 2012 – Fjällbackamorden: Strandridaren (TV-film)

## Teater

### Roller (ej komplett)
| År   | Roll                         | Produktion                                                                | Regi                | Teater                   |
| ---- | ---------------------------- | ------------------------------------------------------------------------- | ------------------- | ------------------------ |
| 1968 | Anna                         | Volpone Ben Jonson                                                        | Göran O Eriksson    | Stockholms stadsteater   |
| 1971 | Helene                       | Slutet gott, allting gott (All's Well That Ends Well) William Shakespeare | Jonas Cornell       | Stockholms stadsteater   |
| 1974 | Dona Elvira                  | Don Juan (Dom Juan ou Le Festin de pierre) Molière                        | Jonas Cornell       | Stockholms stadsteater   |
| 1974 | Agnes                        | Jösses flickor, befrielsen är nära Suzanne Osten och Margareta Garpe      | Suzanne Osten       | Stockholms stadsteater   |
| 1975 | Vicomtesse d'Aguille         | Herr von Hancken Agneta Pleijel                                           | Johan Bergenstråhle | Stockholms stadsteater   |
| 1976 | Ilse Ina Müller              | Längtan (Frühlings Erwachen) Frank Wedekind                               | Jonas Cornell       | Stockholms stadsteater   |
| 1983 | Masja                        | Tre systrar (Три сeстры, Tri sestry) Anton Tjechov                        | Otomar Krejča       | Stockholms stadsteater   |
| 1990 | Berättare                    | Amorina Carl Jonas Love Almqvist                                          | Peter Stormare      | Dramaten                 |
| 1993 | Senja                        | Tupilak Per Olov Enquist                                                  | Pia Forsgren        | Dramaten                 |
| 1997 | Ljubov Andrejevna Ranevskaja | Körsbärsträdgården (Вишнёвый сад, Visjnjovyj sad) Anton Tjechov           | Peter Langdal       | Dramaten                 |
| 1999 | Esme Allen                   | Enligt Amy (Amy's View) David Hare                                        | Jonas Cornell       | Stockholms stadsteater   |
| 2000 | Fru Alving                   | Gengångare (Gengangere) Henrik Ibsen                                      | Christian Tomner    | Helsingborgs stadsteater |
| 2006 | Fröken Ella Rentheim         | John Gabriel Borkman Henrik Ibsen                                         | Hilda Hellwig       | Dramaten                 |
| 2007 | Ilse Amanda Wingfield        | Glasmenageriet (The Glass Menagerie) Tennessee Williams                   | Eva Gröndahl        | Stockholms stadsteater   |

## Priser och utmärkelser
- 1975 – Bodilpriset ("Bästa kvinnliga huvudroll" för Per)[9]
- 1989 – Svenska Dagbladets Thaliapris[7]
- 1989 – Carl Åkermarks stipendium[7]
- 1990 – Gösta Ekman-stipendiet[7]
- 1996 – Litteris et Artibus[7]

## Ljudboksinläsningar (urval)
- 2006 – Ett år av magiskt tänkande av Joan Didion[10]
- 2008 – Mrs Dalloway av Virginia Woolf[11]

### Fotnoter
1. ↑  ”Agneta Stensdotter Ekmanner Cornell”. Ratsit. Läst 3 juni 2013.
2. ↑  Sveriges befolkning
1990:
Ekmanner Cornell, Agneta Stensdotter
3. ↑  Wreede, Lena (2 december 2008). ”Jag vill använda min kunskap och erfarenhet”. Helsingborgs Dagblad. Pukslagaren i Helsingborg AB. Arkiverad från originalet den 20 februari 2014. https://web.archive.org/web/20140220035639/http://hd.se/familj/2008/12/02/jag-vill-anvaenda-min-kunskap-och/. Läst 3 juni 2013.
4. ↑  ”Tidigare studenter, 1968”. Teaterhögskolan i Malmö. http://www.thm.lu.se/sites/thm.lu.se/files/sk_ut_1968.pdf. Läst 24 november 2017.
5. ↑  Agneta Ekmanner på Stockholms stadsteaters webbplats
6. ↑  ”Agneta Ekmanner”. Dramatens rollbok. Arkiverad från originalet den 14 juni 2011. https://web.archive.org/web/20110614042406/http://www.dramaten.se/Dramaten/Medverkande/Rollboken/?qType=person&value=2564. Läst 24 november 2017.
7. 1 2 3 4 5 6  Qvist, Per Olov (2004). ”Agneta Ekmanner”. Svensk Filmdatabas. Svenska Filminstitutet. http://sfi.se/sv/svensk-filmdatabas/Item/?type=PERSON&itemid=67017&iv=BIOGRAPHY. Läst 3 juni 2013.
8. ↑  ”Sommarvärdar 2006”. Sveriges Radio. 13 juni 2007. http://sverigesradio.se/sida/artikel.aspx?programid=2071&artikel=5783606. Läst 3 juni 2013.
9. ↑  ”Agneta Ekmanner”. IMDb.com. http://www.imdb.com/name/nm0252499/awards. Läst 3 juni 2013.
10. ↑  Didion, Joan (2006). Ett år av magiskt tänkande. Översättning av Ulla Danielsson,. Stockholm: Storyside. ISBN 978-91-7036-093-0
11. ↑  Woolf, Virginia (2008). Mrs Dalloway. Översättning av Else Lundgren,. Stockholm: Bonnier Audio. ISBN 978-91-7953-727-2